# Класифікація витрат
Класифіка́ція ви́трат (англ. Classification of expenditure) — розділення витрат Європейський Союз на два типи: обов'язкові (англ. compulsory) та необов'язкові (англ. non-compulsory).
Обов'язковими називають витрати, безпосередньо пов'язані з виконанням Спільнотою своїх обов'язків, визначених договорами, вторинним законодавством, міжнародними угодами та конвенціями тощо. Всі інші витрати — необов'язкові, їх обсяги визначають на свій розсуд бюджетні органи.
Через те, що Європейський Парламент має право на остаточне рішення тільки щодо необов'язкових витрат, питання, як класифікувати ті чи інші витрати, призводить до суперечок між двома гілками бюджетної влади — Радою ЄС та Європейським парламентом. Оскільки витрати на сільське господарство належать до обов'язкових, близько половини бюджету Союзу Парламент не контролює.